# Río Polcura
El río Polcura es un curso natural de agua que nace en la cordillera de los Andes y desemboca en el río Laja. Su cauce superior es el límite entre la Región de Ñuble y la Región del Biobío.

## Trayecto
El río Polcura nace al norte de la Laguna Laja, pero separado de esta por una serie de cerros llamada cordillera Polcura, todo esto al oeste del cordón fronterizo que determina la frontera internacional. Su orientación inicial es hacia el oeste, que cuando determina el límite entre Ñuble y Biobío, pero luego gira hacia el sur, ingresa a la Región del sur y desemboca tras 60 km de recorrido en la ribera norte del río Laja.

## Caudal y régimen
El Polcura es el principal afluente del río Laja en su fase superior.: 428  Hans Niemeyer da su módulo con 46 m³/s.: 428 

## Historia
Francisco Astaburuaga escribió en 1899 en su obra póstuma Diccionario geográfico de la República de Chile sobre el río:
Polcura (Río de).-—Corre en la sección oriental del departamento de Rere. Tiene sus fuentes en las faldas australes del cerro que le presta su nombre, desde donde se dirige al SSO. por entre estrechuras selvosas de las sierras de los Andes y va á descargar en la margen del norte del río Laja como á siete kilómetros más arriba de la villa de Antuco, situada en la ribera opuesta. Es de un curso que no baja de 40 kilómetros y de moderada corriente y caudal. A corta distancia al O. entra en el mismo Laja el Pichipolcura.

## Población, economía y ecología
La central hidroeléctrica El Toro, del tipo de regulación interanual con aducción en túnel, capta desde 1973 aguas del lago Laja y además del río Polcura que son desviados hacia dicho lago mediante la captación Alto Polcura. El caudal de esta central es de 97,3 m³/s y tiene una potencia de 450 MW. También la central hidroeléctrica Antuco, que es de pasada con regulación horaria, hace uso de las aguas del Polcura.: 36 